# Oligia crytora
Oligia crytora är en fjärilsart som beskrevs av John G. Franclemont 1950. Oligia crytora ingår i släktet Oligia och familjen nattflyn. Inga underarter finns listade i Catalogue of Life.